# Runge-Gymnasium Oranienburg
Das Gymnasium „F. F. Runge“ (Friedlieb-Ferdinand-Runge-Gymnasium, kurz: Runge-Gymnasium) ist ein öffentliches Gymnasium in Oranienburg (Brandenburg), dessen Schulträgerschaft der Landkreis Oberhavel ist. Das Runge-Gymnasium ist das älteste Gymnasium der Region, und nach dem Chemiker Friedlieb Ferdinand Runge (1794–1867) benannt, der in Oranienburg wirkte und lebte. Der Leitspruch des Gymnasiums lautet „Tradition – Wissenschaftliche Vielfalt – Toleranz.“ Unterrichtet werden die Jahrgangsstufen 7 bis 12.

## Geschichte

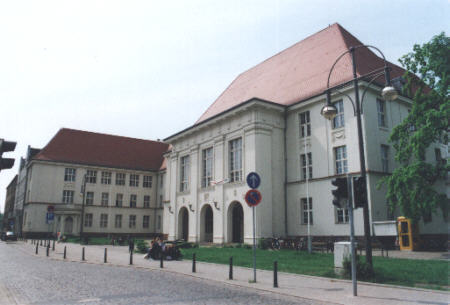
Nordostansicht des ehemaligen Schulgebäudes am Bahnhofsplatz

Am Anfang des 20. Jahrhunderts wuchs in der Oranienburger Bürgerschaft das Bedürfnis nach einer höheren Lehranstalt, da sie ihre Kinder zu dieser Zeit auf Berliner Schulen schicken mussten, um das Abitur abzulegen. Nach langen Verhandlungen mit den Provinzialbehörden wurde schließlich im Dezember 1910 die Gründung eines Reform-Realgymnasiums genehmigt und die Schule konnte zu Ostern 1911 ihre Arbeit aufnehmen.
Ein neues Schulgebäude in der Stralsunder Straße, gegenüber dem Oranienburger Bahnhof, wurde ab Januar 1913 errichtet. Der Entwurf zum Neubau war aus einem 1912 durchgeführten Architektenwettbewerb hervorgegangen und stammte von den in Berlin-Charlottenburg ansässigen Architekten Wilhelm Beringer und Fritz Schock. Am 15. April 1914 wurde der Unterricht im neuen Gebäude aufgenommen. Das Schulgebäude beherbergte das Realgymnasium für Jungen und gesondert ein Lyzeum (Höhere Mädchenschule). Bis zum Ende des Zweiten Weltkriegs wurde dort durchgehend unterrichtet.
1945 wurde das Gymnasium als Einheitsschule neu formiert und in „Runge-Schule“ umbenannt. 1959 zog die Runge-Schule in ein Gebäude in der Bernauer Straße um und wurde in eine Erweiterte Oberschule (EOS) umgewandelt. Das Schulhaus am Bahnhofsplatz wurde fortan durch die Comenius-Oberschule genutzt. Nach der Wende wurde 1990 aus der Runge-EOS wieder ein Gymnasium und man zog in das alte Gebäude am Bahnhofsplatz zurück. 1992 erfolgte die offizielle Namensgebung in Gymnasium „F. F. Runge“. Zwei Jahre später wurde mit dem Louise-Henriette-Gymnasium ein zweites Gymnasium in Oranienburg gegründet und ein Teil des Lehrerkollegiums und der Schüler wechselten dorthin.
Zur Unterstützung des Gymnasiums wurde 1992 die „Vereinigung der Freunde des F. F. Runge-Gymnasiums Oranienburg e. V.“ als Schulförderverein gegründet.
Aus finanziellen Gründen gab es später mehrfach Pläne in der Kreisverwaltung, das Runge-Gymnasium zu schließen. Seit dem Ende der 1990er-Jahre brachten Schüler, Lehrer und Freunde zahlreiche Projekte und Demonstrationen gegen diese Planungen auf den Weg. Die Schließungspläne konnten im Februar 2004 durch einen Beschluss des Kreistags endgültig abgewendet werden.
Der Verein Aktion Courage verlieh dem Runge-Gymnasium 2002 den Titel Schule ohne Rassismus – Schule mit Courage. Die damit verbundene Schulpatenschaft übernahm der Leiter des Jüdischen Museums Berlin und Ehrenbürger Oranienburgs, W. Michael Blumenthal. 2004 ging die Schule erfolgreich aus einem Wettbewerb des UNICUM-Verlages hervor und wurde Schule des Jahres 2004.

## Standort und Architektur
Von 2008 bis 2012 wurde an der Willy-Brandt-Straße 20 ein Schulneubau von Sander Hofrichter Architekten errichtet („Bildungszentrum Runge“). Im dreistöckigen Neubau entstanden 14 Klassenräume für die Sekundarstufe I und 9 Kursräume für die Oberstufe. Die Unterrichtsräume weisen einen sechseckigem Grundriss auf und sind flexibel möbliert. Die Fassade zum Hof hat eine Zickzack-Form, die sich aus den Grundrissen der Klassenräume ergibt. Da das Schulgrundstück vergleichsweise klein ist, war kein Platz für eine separat aufgestellte Sporthalle. Diese wurde in das erste Obergeschoss des Schulgebäudes integriert, was entsprechenden Aufwand für Statik und Schallschutz nach sich zog.
Das ehemalige Hauptgebäude in der Stralsunder Straße 13 steht unter Denkmalschutz.

## Schulleitung
Der Schulleiter des Gymnasiums ist Henry Krüger, seine Stellvertretung übernimmt Hardy Schötz. Der Oberstufenkoordinator ist Daniel Zschätzsch.